# Steed Malbranque
Steed Malbranque (ur. 6 stycznia 1980 w Mouscron, Belgia) – francuski piłkarz grający na pozycji pomocnika.

## Kariera klubowa

### Olympique Lyon
Malbranque jest wychowankiem francuskiego klubu Olympique Lyon. W jego barwach zadebiutował 21 lutego 1998 roku, w meczu ligowym przeciwko Montpellier HSC. Z czasem stał się regularnym zawodnikiem Lyonu, notując również występy w Pucharze UEFA oraz Lidze Mistrzów, czym zwrócił na siebie uwagę londyńskiego Arsenalu. Ostatecznie, latem 2001 roku przeszedł do innego klubu ze stolicy Anglii, Fulham, który wówczas awansował do Premier League.

### Fulham
W barwach Fulham zadebiutował w meczu otwarcia sezonu 2001/2002, przeciwko Manchesterowi United. W ciągu pięciu lat rozegrał w londyńskim klubie ponad 200 spotkań, będąc czołowym zawodnikiem tej drużyny i kończąc każdy sezon jako jeden z najlepszych strzelców klubu. W znacznej mierze pomogło to przez cały ten czas utrzymać zespół w najwyższej klasie rozgrywkowej w Anglii, dzięki czemu Malbranque stał się prawdziwym ulubieńcem kibiców Fulham. Po każdej bramce strzelonej przez pomocnika, fani wymawiali jego imię w podobny sposób, w jaki imię holenderskiego napastnika, Ruuda van Nistelrooya, skandowali kibice Manchesteru United. Po jednym z meczów ligowych, Malbranque’a chwalił również w programie radiowym ówczesny premier Wielkiej Brytanii, Tony Blair. Występy klubowe zawodnika przełożyły się również na zainteresowanie federacji piłkarskich Belgii oraz Francji grą Malbranque’a na szczeblu międzynarodowym.
Latem 2006 roku, Malbranque zadeklarował chęć opuszczenia klubu po zakończeniu kontraktu w 2007 roku. Negocjacje w sprawie nowej umowy zakończyły się fiaskiem (zawodnik odrzucił nawet propozycję otrzymywania najwyższych zarobków w historii Fulham), toteż żeby otrzymać za Malbranque’a pieniądze, włodarze londyńskiego klubu zdecydowali się sprzedać go jeszcze przed rozpoczęciem sezonu 2006/2007 do lokalnego rywala, Tottenhamu Hotspur.

### Tottenham Hotspur
Początkowy okres w klubie z północnego Londynu Malbranque spędził poza boiskiem, jako zawodnik kontuzjowany. Jego debiut w Tottenhamie przypadł dopiero na 8 listopada 2006 roku, w meczu pucharowym przeciwko Port Vale. Od tego czasu stał się jednak regularnym zawodnikiem zespołu, występując w linii pomocy zarówno pod wodzą holenderskiego trenera, Martina Jola, jak i jego hiszpańskiego następcy, Juande Ramosa, strzelając bramki zarówno w lidze angielskiej, jak i w Pucharze UEFA. W lutym 2008 roku, Malbranque zdobył z Tottenhamem Puchar Ligi Angielskiej.

### Sunderland
Pomimo pewnego miejsca w pierwszym składzie zespołu, Malbranque nie znalazł się w planach Ramosa na sezon 2008/2009 i w lipcu 2008 przeszedł do innego zespołu Premier League, Sunderlandu. Zadebiutował tam 16 sierpnia w pojedynku z Liverpoolem. Pierwszą bramkę zdobył natomiast 20 grudnia w spotkaniu z Hull City.

### AS Saint-Étienne
5 sierpnia 2011 podpisał dwuletni kontrakt z AS Saint-Étienne.

### Olympique Lyon
27 sierpnia 2012 roku Malbranque podpisał kontrakt z Olympique Lyon.

### SM Caen
17 czerwca 2016 roku Steed na zasadzie wolnego transferu przeniósł się do SM Caen.
| Sezon   | Klub                   | Kraj    | Rozgrywki      | Mecze | Bramki | Rozgrywki Europy                    | Mecze | Bramki |
| ------- | ---------------------- | ------- | -------------- | ----- | ------ | ----------------------------------- | ----- | ------ |
| 1997/98 | Olympique Lyon         | Francja | Division 1     | 2     | 0      | –                                   | –     | –      |
| 1998/99 | Olympique Lyon         | Francja | Division 1     | 21    | 0      | Liga Europy UEFA                    | 3     | 0      |
| 1999/00 | Olympique Lyon         | Francja | Division 1     | 28    | 3      | Liga Mistrzów UEFA Liga Europa UEFA | 2 4   | 0      |
| 2000/01 | Olympique Lyon         | Francja | Division 1     | 26    | 2      | Liga Mistrzów UEFA                  | 10    | 2      |
| 2001/02 | Fulham F.C.            | Anglia  | Premier League | 35    | 8      | –                                   | –     | –      |
| 2002/03 | Fulham F.C.            | Anglia  | Premier League | 36    | 6      | Liga Europy UEFA                    | 6     | 3      |
| 2003/04 | Fulham F.C.            | Anglia  | Premier League | 38    | 6      | –                                   | –     | –      |
| 2004/05 | Fulham F.C.            | Anglia  | Premier League | 26    | 6      | –                                   | –     | –      |
| 2005/06 | Fulham F.C.            | Anglia  | Premier League | 34    | 6      | –                                   | –     | –      |
| 2006/07 | Tottenham Hotspur F.C. | Anglia  | Premier League | 25    | 2      | Liga Europy UEFA                    | 6     | 2      |
| 2007/08 | Tottenham Hotspur F.C. | Anglia  | Premier League | 37    | 4      | Liga Europy UEFA                    | 10    | 1      |
| 2008/09 | Sunderland A.F.C.      | Anglia  | Premier League | 36    | 1      | –                                   | –     | –      |
| 2009/10 | Sunderland A.F.C.      | Anglia  | Premier League | 31    | 0      | –                                   | –     | –      |
| 2010/11 | Sunderland A.F.C.      | Anglia  | Premier League | 35    | 0      | –                                   | –     | –      |
| 2011/12 | AS Saint-Étienne       | Francja | Ligue 1        | 1     | 0      | –                                   | –     | –      |
| 2012/13 | Olympique Lyon         | Francja | Ligue 1        | 31    | 2      | Liga Europy UEFA                    | 6     | 0      |
| 2013/14 | Olympique Lyon         | Francja | Ligue 1        | 23    | 1      | Liga Mistrzów UEFA Liga Europy UEFA | 3 9   | 0 à    |
| 2014/15 | Olympique Lyon         | Francja | Ligue 1        | 14    | 3      | Liga Europy UEFA                    | 4     | 1      |

Stan na: 11 grudnia 2014 r.

## Kariera reprezentacyjna
Jako że Malbranque urodził się w Belgii, a dorastał we Francji, na szczeblu międzynarodowym miał możliwość reprezentowania jednego bądź drugiego państwa. Był kapitanem francuskiej młodzieżówki do lat 18 oraz reprezentantem drużyny Francji do lat 21, z którą zdobył wicemistrzostwo Europy w 2002 roku. Dopiero jednak występ w seniorskiej reprezentacji Francji wykluczyłby możliwość gry Malbranque’a w drużynie narodowej Belgii, toteż w trakcie sezonu 2002/2003 pomocnikowi zaoferowano grę w reprezentacji kraju, w którym się urodził. Malbranque odrzucił jednak tę propozycję, licząc na powołanie do zespołu narodowego Francji. Ostatecznie, w lutym 2004 roku został powołany przez ówczesnego szkoleniowca francuskiej reprezentacji, Jacques’a Santiniego, na spotkanie przeciwko Holandii. Mecz, który odbył się 31 marca 2004 roku, Malbranque przesiedział jednak na ławce rezerwowych. Od tego czasu więcej powołań do reprezentacji Francji już nie otrzymał.